# トマス・ウェントワース (初代ストラフォード伯爵、1672-1739)

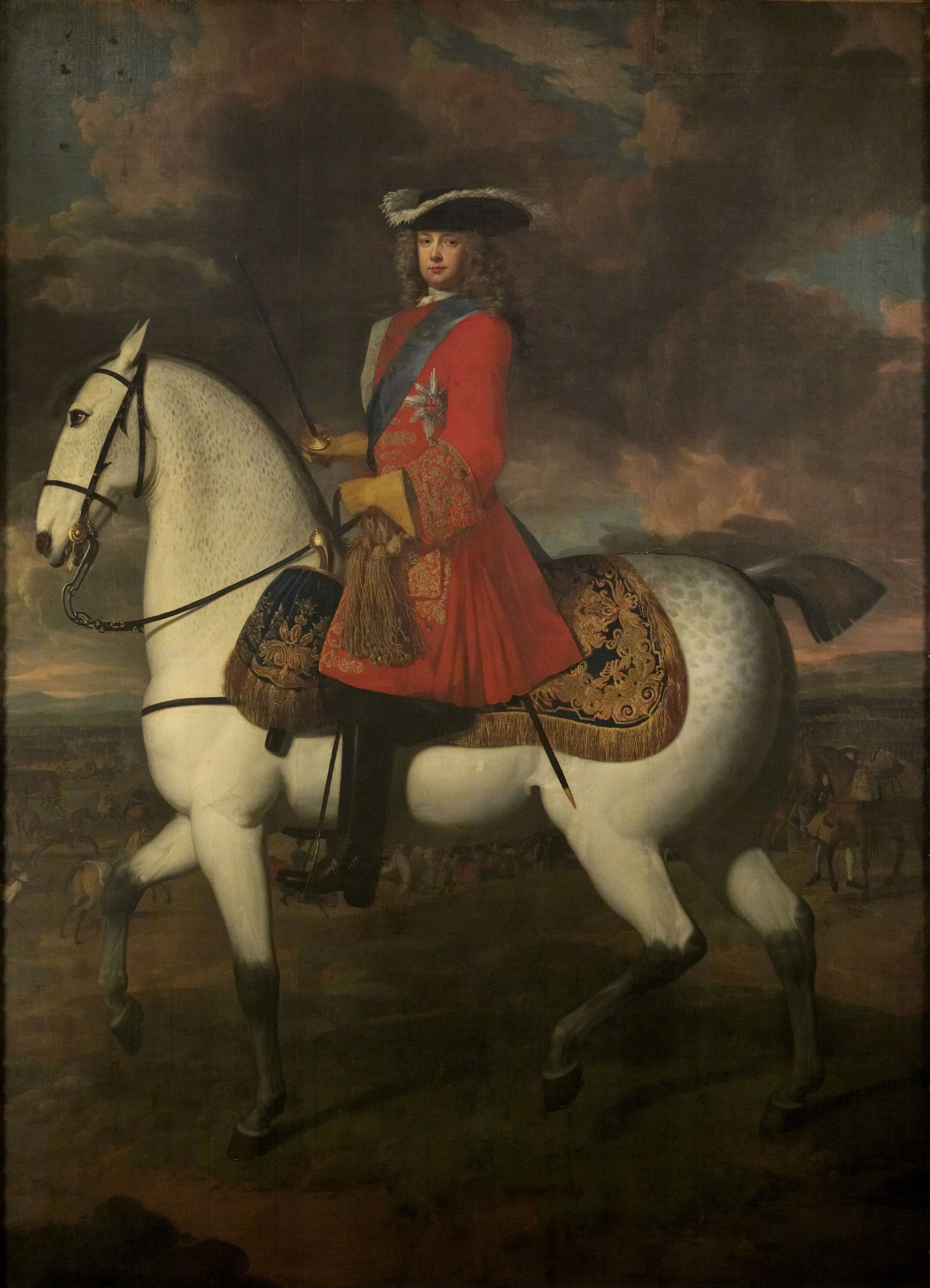
初代ストラフォード伯爵トマス・ウェントワース、パウル・カール・ライゲベ作、1711年。

初代ストラフォード伯爵トマス・ウェントワース（英語: Thomas Wentworth, 1st Earl of Strafford KG、洗礼日1672年9月17日 - 1739年11月15日）は、イギリスの外交官、軍人。海軍卿（在任：1712年 - 1714年）。同名のストラフォード伯爵トマス・ウェントワースは大伯父に当たる。

## 生涯
ノースゲート・ヘッド出身のサー・ウィリアム・ウェントワース（William Wentworth）とイサベラ・アプスレー（Isabella Apsley、1733年没、サー・アレン・アプスレーの娘）の長男として生まれ、1672年9月17日に洗礼を受けた。
1687年頃、イングランド王妃メアリー・オブ・モデナのペイジ・オブ・オナーに任命され、一方で母が寝室女官を務めた。名誉革命直後の1688年12月31日、コルチェスターの乗馬連隊でコルネットの辞令を得た。その後は1689年ジャコバイト蜂起の鎮圧に向かい、続いて大同盟戦争でネーデルラントを転戦、1692年にステーンケルケの戦いで前衛として参戦した。ステーンケルケでは軽傷を負ったが、ほか、外交官としての任務を受けることもあった。1692年8月、イングランド王ウィリアム3世の副官に任命された。1695年5月7日、寝室整備員（Groom of the Bedchamber）に任命された。
1695年10月16日に従伯父の第2代ストラフォード伯爵ウィリアム・ウェントワースが子供のないまま死去すると、トマス・ウェントワースは第3代レイビー男爵になった。一方でストラフォード伯爵家の財産やジャコビアン様式の邸宅ウェントワース・ウッドハウスは第2代ストラフォード伯爵の甥トマス・ワトソン＝ウェントワースが継承した。
1697年に王立竜騎兵連隊長に任命され、1700年5月21日にリンカンシャーの副統監に任命された。1701年1月にブランデンブルク選帝侯フリードリヒ3世がプロイセン国王として戴冠すると、ウィリアム3世は同年3月にウェントワースをプロイセン駐在イギリス大使の一覧に任命した。また1703年1月7日に騎兵准将、1704年1月1日に少将に昇進した。1704年7月にイングランドに一時帰国した後、9月にポーランドに派遣されると報じられたが、11月にはベルリンに戻った。
ベルリン駐在公使を務めたとき、建築家のジャン・ド・ボーにステインバラのウェントワース城の設計を依頼した。ボーは手紙を通じて、1710年頃から1720年までウェントワース城の建築を指揮した。1711年3月から1714年までデン・ハーグ駐在イギリス大使を務め、1711年6月14日に枢密顧問官に任命されたほか、同年6月29日にはウェントワース＝ウッドハウスのウェントワース子爵、ステインバラのウェントワース子爵、ストラフォード伯爵に叙された。1712年10月にガーター勲章を授与され、1712年から1714年まで海軍卿を務めた。1714年にアン女王が死去した後からジョージ1世がイギリスに到着するまで、国王代表である数人の裁判官の1人だった。
スペイン継承戦争の講和会議であるユトレヒト会議でイギリス代表の1人だったため、ストラフォード伯爵は1715年にユトレヒト条約締結の廉で告発されたが、最後まで追及されることはなく、連隊長の職を失っただけに済んだ。その後、1717年の恩赦法で正式に恩赦を受けた。1720年から1722年にかけてのアタベリー陰謀事件（ステュアート家の復位を目論むジャコバイト陰謀）に首謀者の1人として関与、1731年から1735年にかけてのコーンベリー陰謀事件にも関与した。ジェームズ老僭王はストラフォード伯爵をイングランドの「摂政」（Lords Regent）の1人、およびハンバー以北のジャコバイト軍指揮官に任命した。1722年6月5日、老僭王はストラフォード伯爵をジャコバイト貴族のイングランド爵位である「ストラフォード公爵」に叙した。貴族院ではときどき発言したという。
1736年には病気になっていたが、医者の勧めに従わず海水浴をした。1739年11月15日にウェントワース城で死去、12月2日にトディントンで埋葬された。息子のウィリアムが爵位を継承した。

## 家族
1711年9月6日、アルドバーグ選挙区の庶民院議員サー・ヘンリー・ジョンソンの娘アン（1754年9月19日没）と結婚、1男3女をもうけた。アンとの結婚はウェントワースに6万ポンドの財産をもたらしたという。
- アン
- ルーシー
- ヘンリエッタ
- ウィリアム（英語版）（1722年 - 1791年） - 第2代ストラフォード伯爵